# ポアー・アップ
「Pour Up (feat. Zico)」は、2015年11月5日に発売された韓国の歌手DEANの4枚目のシングル。発売元はJoomba、Universal。

## 概要
DEANにとって4曲目のシングルであるが、韓国語歌詞で書かれた曲としては2曲目である。
客演には日本デビューも果たしている韓国のグループBlock Bのリーダーであり、ラッパーとしても活動しているZicoを迎えている。

## 表彰
この曲は2016年に行われた第13回韓国大衆音楽賞で"最優秀R&B・ソウル楽曲"部門で賞を獲得した。

## 収録曲
1. Pour Up (feat. Zico) [3:29]
(作詞・作曲：Deanfluenza, Jayrah Gibson, Count Justice & Zico[2])